# Lautersee
Le Lautersee est un lac dans le massif de Wetterstein, situé dans la commune de Bavière de Mittenwald.

## Géographie
Le lac se situe au sud du Hoher Kranzberg. Le lac est alimenté par de petits ruisseaux de montagne, la sortie se fait par le Lainbach à travers une vallée jusqu'à Mittenwald.
Sur le rivage se trouvent un hôtel, un petit établissement balnéaire et une location de barques et de pédalos ainsi qu'une chapelle. Les rives sud et est accueillent des zones de baignade.
Le lac est accessible depuis Mittenwald par la vallée. Une ligne de bus part de Mittenwald depuis le milieu des années 1990. Le Ferchensee se situe à environ 1,5 km à l'ouest de Lautersee.
Le lac fut la propriété de la Brauerei Mittenwald, qui y récoltait de la glace pour refroidir la bière.